# Nycteribia lindbergi
Nycteribia lindbergi är en tvåvingeart som beskrevs av Paul Aellen 1959. Nycteribia lindbergi ingår i släktet Nycteribia och familjen lusflugor. Inga underarter finns listade i Catalogue of Life.